# Sackwiesensee
Sackwiesensee är en sjö i Österrike.   Den ligger i förbundslandet Steiermark, i den östra delen av landet, 120 km sydväst om huvudstaden Wien. Sackwiesensee ligger 1 785 meter över havet.
I omgivningarna runt Sackwiesensee växer i huvudsak blandskog. Runt Sackwiesensee är det ganska glesbefolkat, med 48 invånare per kvadratkilometer.